# Bladmineerder

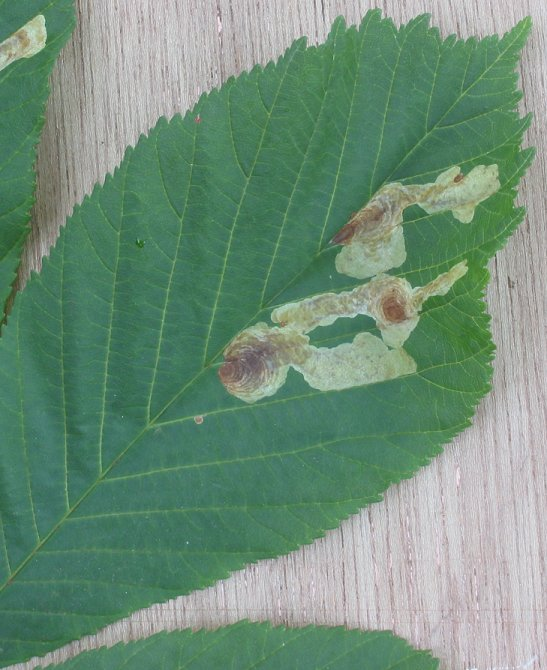
Gangen van de paardenkastanjemineermot op paardenkastanje.

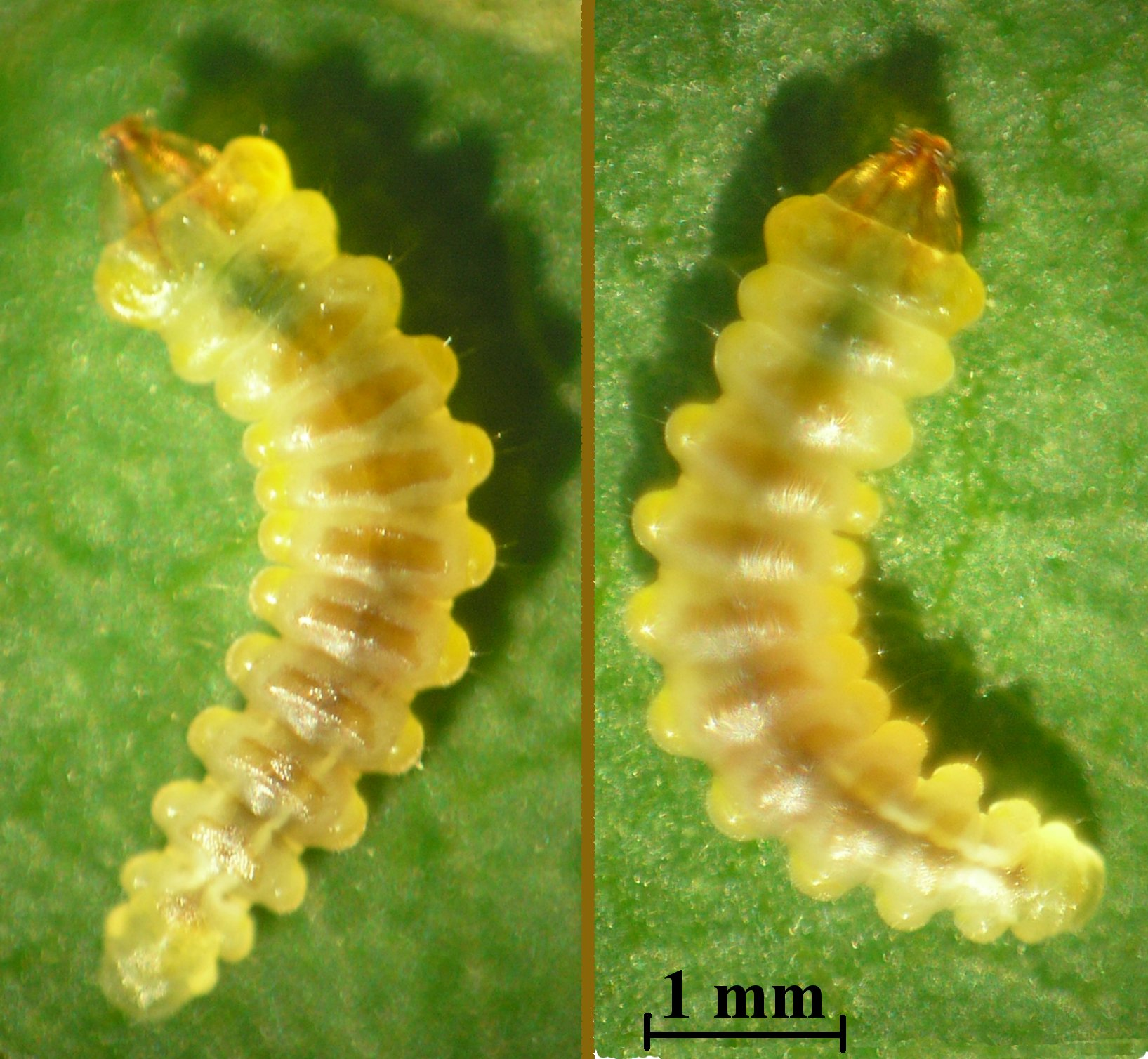
Larve van de paardenkastanjemineermot, die de gangen maakt.

Bladmineerder is de naam voor soorten insecten waarvan de larven het mesofyl van bladeren eten. De gangen kunnen wit of gelig tot bruin van kleur zijn, en de patronen divers van vorm, van een vlek tot een ingewikkeld gangenstelsel. Vanwege de gelijkenis met mijnen van delfstoffen worden de gangen mijnen genoemd, waar de bladmineerder zijn naam aan te danken heeft. Bladmineerders bestaan uit verschillende soorten vliegen (vooral van het geslacht Phytomyza), vlinders (mineermotten, maar ook soorten uit andere families), kevers en ook zaagwespen (onderorde Symphyta van Hymenoptera).
De  bladmineerders verschillen in de plantensoorten die ze aantasten en het patroon van de gangen die ze graven (lineair, circulair of onregelmatig). Planten met vleziger bladeren zijn over het algemeen gevoeliger voor aantasting door bladmineerders dan planten met dunne bladeren. Een lichte infestatie zal de plant niet veel schade toebrengen.